# Проаманулін
Проаманулі́н токсин, циклічний пептид. Сполука належить до аматоксинів, які містяться в декількох видах грибів роду Amanita.

## Токсичність
В основі дії усіх аматоксинів лежить здатність цих сполук пригнічувати РНК полімеразу ІІ. 

Хімічна структура аматоксинів, механізм фізіологічної дії, симптоми отруєння та підходи до лікування детально описані в статті про аматоскини.